# Tour of Guangxi 2024 (Frauen)
Die Tour of Guangxi 2024 war ein Eintagesrennen für Frauen. Es fand am 20. Oktober in China statt und war das letzte Rennen der UCI Women’s WorldTour 2024.

## Streckenführung
Die Tour of Guangxi fand am selben Tag wie die letzte Etappe der Tour of Guangxi 2024 für Männer statt, und zwar auf demselben Rundkurs. Dieser lag zu beiden Seiten des Yong-Flusses und beinhaltete bei jeder der fünf Runden eine Steigung auf die Qingxiushan-Panoramastraße. Außer dem Tagessieg gab es eine Wertung für die Zwischensprints und Bergankünfte; die beste asiatische Fahrerin wurde ebenfalls ausgezeichnet.

## Rennverlauf und Ergebnis
Sandra Alonso und Giada Borghesi setzten sich auf der vorletzten Passage der Qingxiushan-Straße vom Feld ab. Da sie zwei der nur vier WorldTeams vertraten, die die Reise nach China angetreten hatten, gab es im Feld wenig Interesse, eine Verfolgung zu organisieren, und die beiden erhielten einen großen Vorsprung. Alonso gewann den Zielsprint gegen Borghesi, Alonsos Mannschaftsgefährtin Marta Lach den der zweiten Gruppe.
| \| Gesamtwertung \| Gesamtwertung \| Gesamtwertung \| Gesamtwertung \| Gesamtwertung \| \| Fahrerin \| Fahrerin \| Land \| Team \| Zeit \| \| ------------- \| --------------------- \| ------------- \| ------------------------------- \| --------------- \| \| 1. \| Sandra Alonso \| Spanien \| Ceratizit-WNT Pro Cycling \| 3 h 39 min 02 s \| \| 2. \| Giada Borghesi \| Italien \| Human Powered Health \| + 0 s \| \| 3. \| Marta Lach \| Polen \| Ceratizit-WNT Pro Cycling \| + 2 min 47 s \| \| 4. \| Kathrin Schweinberger \| Österreich \| Ceratizit-WNT Pro Cycling \| + 2 min 47 s \| \| 5. \| Tamara Dronowa \| Russland \| Roland \| + 2 min 47 s \| \| 6. \| Silvia Zanardi \| Italien \| Human Powered Health \| + 2 min 47 s \| \| 7. \| Anne Knijnenburg \| Niederlande \| VolkerWessels \| + 2 min 47 s \| \| 8. \| Sophie Marr \| Australien \| Ara-Skip Capital \| + 2 min 47 s \| \| 9. \| Nadia Quagliotto \| Italien \| Laboral Kutxa-Fundación Euskadi \| + 2 min 47 s \| \| 10. \| Eleonora Gasparrini \| Italien \| UAE Team ADQ \| + 2 min 47 s \| |                       |             |                                 |                 |
| |                       |             |                                 |                 |
| Quelle: ProCyclingStats |                       |             |                                 |                 |
| Gesamtwertung |                       |             |                                 |                 |
| Fahrerin | Fahrerin              | Land        | Team                            | Zeit            |
| 1. | Sandra Alonso         | Spanien     | Ceratizit-WNT Pro Cycling       | 3 h 39 min 02 s |
| 2. | Giada Borghesi        | Italien     | Human Powered Health            | + 0 s           |
| 3. | Marta Lach            | Polen       | Ceratizit-WNT Pro Cycling       | + 2 min 47 s    |
| 4. | Kathrin Schweinberger | Österreich  | Ceratizit-WNT Pro Cycling       | + 2 min 47 s    |
| 5. | Tamara Dronowa        | Russland    | Roland                          | + 2 min 47 s    |
| 6. | Silvia Zanardi        | Italien     | Human Powered Health            | + 2 min 47 s    |
| 7. | Anne Knijnenburg      | Niederlande | VolkerWessels                   | + 2 min 47 s    |
| 8. | Sophie Marr           | Australien  | Ara-Skip Capital                | + 2 min 47 s    |
| 9. | Nadia Quagliotto      | Italien     | Laboral Kutxa-Fundación Euskadi | + 2 min 47 s    |
| 10. | Eleonora Gasparrini   | Italien     | UAE Team ADQ                    | + 2 min 47 s    |